# Foresta di Sa Dispensa
La foresta di Sa Dispensa è un complesso forestale appartenente al demanio della regione Sardegna. Si estende in comune di Palmas Arborea, nella zona centro settentrionale dell'Isola, su una superficie di 150 ettari tra quota 242 di Sa Dispensa e i 470 metri s.l.m. di Cuccuru Aureu.
La foresta è parte integrante del complesso del monte Arci (5.975 ha) nonché ricompresa nel parco naturale regionale del Monte Arci. Sotto l'aspetto vegetazionale è caratterizzata prevalentemente da formazioni di leccio (Quercus ilex), a diversi stadi di sviluppo, e in misura minore da macchia alta con presenza di fillirea, mirto, lentisco e corbezzolo. Tra la fauna selvatica vi è sporadica presenza di gatti selvatici, donnole, martore, cinghiali e, tra l'avifauna, poiane, astori, gheppi, ghiandaie e sparvieri.
È raggiungibile attraverso una strada interpoderale che si distacca dalla strada provinciale nº 68 Siamanna-Marrubiu all'altezza della borgata agricola di Tiria.